# Evans (Nowy Jork)
Evans – miasto w Stanach Zjednoczonych, w stanie Nowy Jork, w hrabstwie Erie.